# Myronivka
Myronivka  (ukrainsk: Миронівка) er en by af distriktsbetydning der ligger  i den sydøstlige del af Kyiv oblast, Ukraine. Den ligger i Obukhiv rajon (distrikt). Byen har en befolkning på omkring 11.255 (2021).

## Geografi
Myronivka ligger i det centrale Ukraine langs dalen til floden Rosava, en biflod til Ros. Afstanden til Kyiv - 106 km. Byen har et areal på 904 km². Ukraines hovedstad Kyiv ligger ca. 94 km fra Myronivka.

## Galleri
- Statue af Myron Zelenyi, byens grundlægger
- Jernbanestation
- Centralstationen
- Sankt Michael's Kirke
- Mindeanlæg ved massegrave fra 2. verdenskrig
- Myronivka rajon hospital